# Otto Franz Geyer
Otto Franz Geyer (* 18. Mai 1924 in Bergreichenstein; † 12. November 2002 in Staufen im Breisgau) war ein deutscher Geologe und Paläontologe.

## Leben
Nach Abitur und dem Wehrdienst im Zweiten Weltkrieg als Oberleutnant bei den Panzerjägern studierte er ab 1946 an der Universität Stuttgart Biologie, wechselte aber kurz darauf zur Geologie und Paläontologie. 1953 wurde er in Stuttgart promoviert und 1959 habilitierte er sich. Danach war er wissenschaftlicher Assistent in Stuttgart und von 1967 bis zu seiner Emeritierung 1989 Professor für Historische Geologie und Stratigraphie in Stuttgart. Auch nach seinem Ruhestand blieb er wissenschaftlich aktiv.
Von ihm stammen rund 117 wissenschaftliche Veröffentlichungen. Er betreute 25 Doktoranden. Neben Baden-Württemberg betrieb er Feldforschung in Spanien, Kolumbien, Peru, Ecuador und in den Südalpen. Mit Manfred Gwinner schrieb er ein Standardwerk über die Geologie von Baden-Württemberg. Er veröffentlichte unter anderem über Stratigraphie und Ammoniten des Weißen Jura, die Typuslokalität des Pliensbachium in Pliensbach und die Ammonitenfamilie Perisphinctidae.
2001 wurde er Ehrenmitglied des Oberrheinischen Geologischen Vereins und der Gesellschaft für Naturkunde in Württemberg.

## Schriften
- mit Manfred Gwinner: Einführung in die Geologie von Baden-Württemberg, Schweizerbart, Stuttgart, 2. Auflage 1978, 5. Auflage 2011, bearbeitet von Matthias Geyer, Edgar Nitsch und Theo Simon
- mit Manfred Gwinner Der Schwäbische Jura, Sammlung Geologischer Führer, Band 40, Gebrüder Borntraeger 1962, 2. Auflage als Die Schwäbische Alb und ihr Vorland, 1979
- Die Südalpen zwischen Gardasee und Friaul, Sammlung Geologischer Führer, Band 86, Gebrüder Borntraeger 1993
- mit Thomas Schober, Matthias Geyer Die Hochrhein-Regionen zwischen Bodensee und Basel, Sammlung Geologischer Führer, Band 94, Gebrüder Borntraeger, 2003
- Grundzüge der Stratigraphie und Fazieskunde, Schweizerbart, 2 Bände, 1973, 1977